# João Rebouças
João Carlos Muniz Rebouças ou simplesmente João Rebouças (Rio de Janeiro, 31 de dezembro de 1957) é um instrumentista - pianista e tecladista, arranjador e compositor de música popular brasileira. Já atuou com inúmeros artistas brasileiros como Cazuza, Gal Costa, Chico Buarque, Tim Maia, Fafá de Belém, Miúcha, Bebel Gilberto, Marina Lima, Wilson das Neves, entre outros. Estudou com Hamilton Valim (piano popular) e Sula Jaffé (piano clássico). Em 1969, foi premiado como "melhor intérprete" no I Concurso de Música do Estado da Guanabara. No ano seguinte, conquistou o 1º lugar (piano infanto-juvenil) no II Concurso de Música do Estado da Guanabara. Em 1972, classificou-se em 2º lugar no I Concurso Nacional de Piano da Escola Nacional de Música. De 1973 a 1976, estudou com os maestros Alceu Bocchino (orquestração e regência) e Kollreutter (arranjo). Participou de festivais estudantis de música popular, compondo em parceria com Ary Sperling. Ingressou na Faculdade de Economia, porém dedicou-se à carreira artística. E se tornou um dos maiores e melhores pianistas brasileiros de MPB.

## Biografia e carreira musical
João Carlos Muniz Rebouças Incentivado pelos pais, desde seus 10 anos fez aulas particulares de piano, onde descobriu sua paixão. Nessa idade obteve alguns grandes prêmios, como o 1º lugar (piano infanto-juvenil) no II Concurso de Música do Estado da Guanabara.
Iniciou sua carreira profissional em 1977, participando do projeto "Vitrine", realizado pela Funarte, no qual atuou como diretor musical e pianista do show da compositora e cantora Sueli Costa e do grupo vocal Quatro Cantos.
No ano seguinte dirigiu e integrou o conjunto Viva Voz, com o qual participou do Projeto Pixinguinha em turnê de shows no Norte e Nordeste do Brasil.
Atuou em discos de Sérgio Ricardo, Antonio Adolfo e Mauricio Tapajós. Cursou em Berklee College Of Music (Massachussets, EUA) em 1980 e 1981. Viajou em seguida par Nova York (EUA), onde participou de shows e estudou com o pianista Jacky Bayard, da Orquestra de Charles Mingus.
De volta ao Brasil, fez parte, em 1982 e 1983, do conjunto instrumental A Tampa, ao lado de Luizão Maia(baixo), Zé Luis Oliveira (Sax), Vitor Biglione (guitarra) e André Tandetta (bateria).
Como compositor, teve canções gravadas por Cazuza, Renato Russo, Fafá de Belém, Cida Moreira, Orlando Moraes, Renata Arruda e Detonautas.